# Pseudostigmidium biseptatum
Pseudostigmidium biseptatum är en svampart som beskrevs av Etayo 2008. Pseudostigmidium biseptatum ingår i släktet Pseudostigmidium och familjen Mycosphaerellaceae.   Inga underarter finns listade i Catalogue of Life.